# Pericoma niveopunctata
Pericoma niveopunctata är en tvåvingeart som beskrevs av Tonnoir 1929. Pericoma niveopunctata ingår i släktet Pericoma och familjen fjärilsmyggor. Inga underarter finns listade i Catalogue of Life.